# Konsumpcja zrównoważona
Konsumpcja zrównoważona – forma konsumpcji bezpośrednio powiązana z koncepcją zrównoważonego rozwoju, polegająca na osiąganiu długoterminowych celów społeczno-ekonomicznych z uwzględnieniem pozytywnego lub minimalnego wpływu na środowisko naturalne.
Jednym ze statutowych założeń koncepcji jest konsumowanie dóbr wyprodukowanych z poszanowaniem aspektów środowiskowych związanych z minimalizacją zużycia surowców, redukcją odpadów i zanieczyszczeń, przy jednoczesnym podnoszeniu jakości życia.
Obecnie konsumpcja przyczynia się do poważnych problemów środowiskowych takich jak zmiana klimatu, degradacja światowego ekosystemu, wyczerpywanie zasobów, zubożenie różnorodności biologicznej czy zanieczyszczenia wody, powietrza i gleby, ale również uwypukla rozwarstwienie społeczne. Zasady zrównoważonego rozwoju opowiadają się za minimalnym zużyciem zasobów, podczas gdy pojęcie konsumpcjonizmu stanowi przeciwieństwo tych założeń, dlatego zrównoważona strategia marketingowa powinna być formułowana tak, by umożliwiać zachowanie równowagi i minimalizować skutki konsumpcji. Dodatkowo koncepcja zakłada jako cel zmniejszenie konsumpcji w krajach rozwiniętych, a także dąży do przedefiniowania wyobrażenia o dobrobycie.
W celu utrzymania ciągłości i równowagi ekosystemu, koncepcja marketingowa powinna łączyć się z pojęciem zrównoważonego rozwoju tak, aby dążyć do osiągnięcia dobrobytu człowieka bez narażania przyszłych pokoleń na niebezpieczeństwo. Liczni autorzy twierdzą, że działania marketingowe na rzecz zrównoważonego rozwoju ze strony organizacji powinny dążyć do wyróżnienia jej na tle innych poprzez pozytywne wpływanie na zmianę otoczenia. Promowanie równoważonej konsumpcji wymaga zaangażowania zarówno profesjonalistów, jak i władz publicznych oraz osób fizycznych. Niezbędne są również zmiany legislacyjne wprowadzające restrykcje w obszarze swobody produkcyjnej i zarządzania odpadami.
Podstawowym wyzwaniem po stronie biznesu jest stworzenie wartości dla konsumenta przekonującej do zakupu i zrównoważonego użytkowania produktu. Antyglobalizacyjne praktyki marketingowe nawiązujące do zrównoważonego rozwoju są wdrażane m.in. w takich organizacjach jak 3M, UPS czy Patagonia.